# Daniyar İsmayilov
Pour les articles homonymes, voir Ismayilov.
Daniýar Ismaýilov, né le 3 février 1992 à Türkmenabat au Turkménistan, est un haltérophile turc d'origine turkmène.

## Carrière
Daniýar Ismaýilov a d'abord été un haltérophile turkmène. Il a participé aux Jeux olympiques d'été de 2012, à Londres, pour le Turkménistan. Après cela, il s'est installé en Turquie et, en 2015, il a acquis la nationalité turque. Dès cette date, il a commencé à concourir au couleur de son pays d'accueil (pour la première fois aux Jeux de la solidarité islamique « İslami Dayanışma Oyunları » organisé à Antalya en 2015 où il est médaillé d'or en moins de 77 kg). Aujourd'hui, il évolue dans un club d'haltérophilie d'Istanbul (İstanbul Büyükşehir Belediyesi Spor Kulübü).

## Palmarès

### Jeux olympiques
- 2016 à  Rio de Janeiro
  -  Médaille d'argent en moins de 69 kg
- 2012 à  Londres
  - 11e en moins de 69 kg

### Championnats du monde
- 2015 à  Houston
  -  Médaille de bronze en moins de 69 kg

### Championnats d'Europe
- 2021 à  Moscou
  -  Médaille d'or en moins de 73 kg
- 2016 à  Førde
  -  Médaille d'or en moins de 69 kg
- 2015 à  Tbilissi
  -  Médaille d'or en moins de 69 kg